# Nadine Beckel
Nadine Beckel (* 27. Mai 1977 in Schwerin) ist eine frühere deutsche Leichtathletin, die mit dem zweiten Platz bei den Juniorenweltmeisterschaften 1996 im Kugelstoßen ihren größten Erfolg erzielte. Ihre beste internationale Platzierung im Erwachsenenbereich war ein achter Platz bei den Halleneuropameisterschaften 2005. 

## Leben
Nadine Beckel trainierte bei Thomas Schuldt und startete seit dem 1. Januar 2005 für den ASC Düsseldorf (vorher: Schweriner SC). Sie ist 1,90 m groß und wiegt 92 kg. 
Hauptberuflich ist Beckel als Polizeibeamtin tätig.

## Erfolge
- International
- 1996: 2. Platz Juniorenweltmeisterschaften (Kugelstoßen: 16,39 m)
- 1999: 2. Platz U23-Europameisterschaften (Kugelstoßen: 17,15 m, Diskuswurf: 57,75 m)

- Deutsche Meisterschaften im Kugelstoßen
- 1999: 3. Platz Halle, 3. Platz Freiluft
- 2000: 3. Platz Halle, 2. Platz Freiluft
- 2001: 3. Platz Halle, 2. Platz Freiluft
- 2002: 2. Platz Halle, 3. Platz Freiluft
- 2003: 3. Platz Halle, 3. Platz Freiluft
- 2004: 2. Platz Halle, 3. Platz Freiluft
- 2005: 3. Platz Halle
- 2006: 3. Platz Freiluft
- 2007: 1. Platz Halle

## Persönliche Bestleistung
- Kugelstoßen: 18,59 m, 21. Juni 2003 in Mannheim, Deutschland
- Diskuswurf: 59,49 m, 8. Mai 1999 in Wiesbaden, Deutschland

## Leistungsentwicklung
| Jahr | Kugelstoßen (in m) | Diskuswurf (in m) |
| ---- | ------------------ | ----------------- |
| 1999 | 17,55              | 59,49             |
| 2000 | 18,01              | 56,24             |
| 2001 | 18,02              | 54,04             |
| 2002 | 18,26              | -                 |
| 2003 | 18,59              | 52,88             |
| 2004 | 18,22              | -                 |
| 2005 | 17,95              | 56,39             |
| 2006 | 17,61              | 57,02             |